# Giovanni Hidalgo

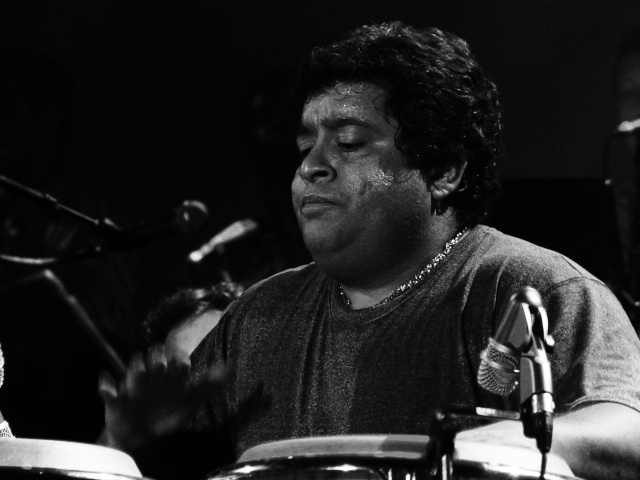
Giovanni Hidalgo

Giovanni Hidalgo (* 22. November 1963 in San Juan, Puerto Rico) ist ein puerto-ricanischer Perkussionist.

## Leben
Hidalgo lernte schon mit drei Jahren Perkussion von seinem Vater José „Manuenge“ Hidalgo, einem bekannten Conga-Spieler (Conguero). Als er 12 Jahre alt war, spielte er in der Band von Mario Ortiz in Puerto Rico und mit den Puerto Rico All Stars. 1981 reiste er nach Kuba, wo er bei Tata Güines und Changuito lernte. 1980 gründete er zusammen mit Bandleader Angel „Cachete“ Maldonado die Gruppe Batacumbele. 1985 spielte er mit Eddie Palmieri in New York, und 1988 schloss er sich dem Dizzy Gillespie United Nations Jazz Orchestra an, mit dem er in Afrika und Europa tourte.
Er lehrte ab 1992 am Berklee College of Music in Boston, gab seine Professur aber 1996 auf, um auf Tourneen zu gehen.
Er spielte mit Charlie und Eddie Palmieri, Arturo Sandoval, Airto Moreira und Flora Purim, Paquito D’Rivera, McCoy Tyner, Danilo Pérez, Jack Bruce, Paul Simon, Art Blakey und anderen. 1992 veröffentlichte er das Album Villa Hidalgo (mit Dizzy Gillespie und Paquito d'Rivera), 1993 Worldwide mit Craig Handy und Dave Valentin, 1995 Time Shifter, 1997 Hands of Rhythm mit Michel Camilo, 2000 Conga Kings mit Candido und Carlos Valdez; 2001 gab er das Album Jazz Descargas mit den Conga Kings heraus.
2015 gewann er in den Down Beat Kritiker-Polls in der Rising Star Kategorie.